# Kortessem

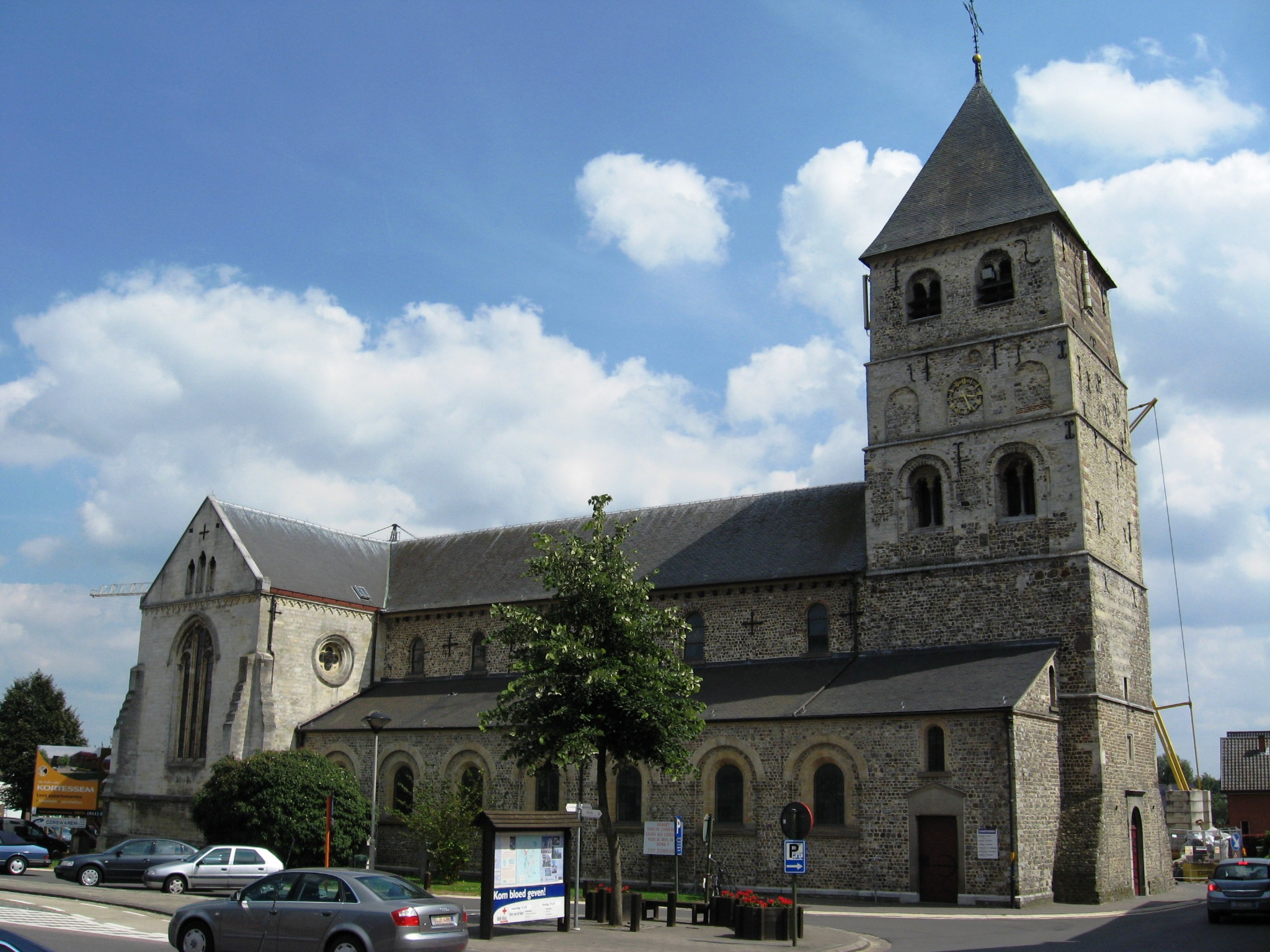
De Sint-Pieterskerk

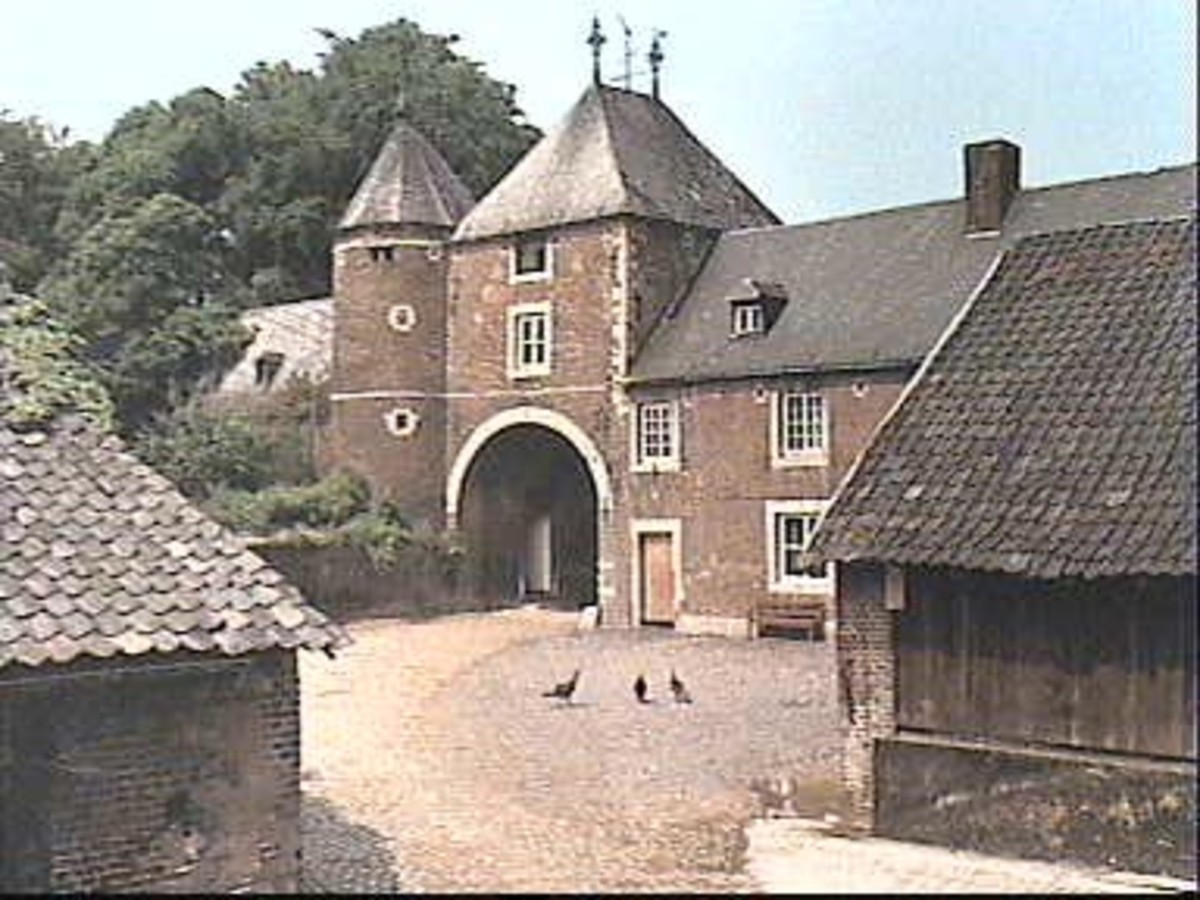
Kasteelhoeve Printhagen

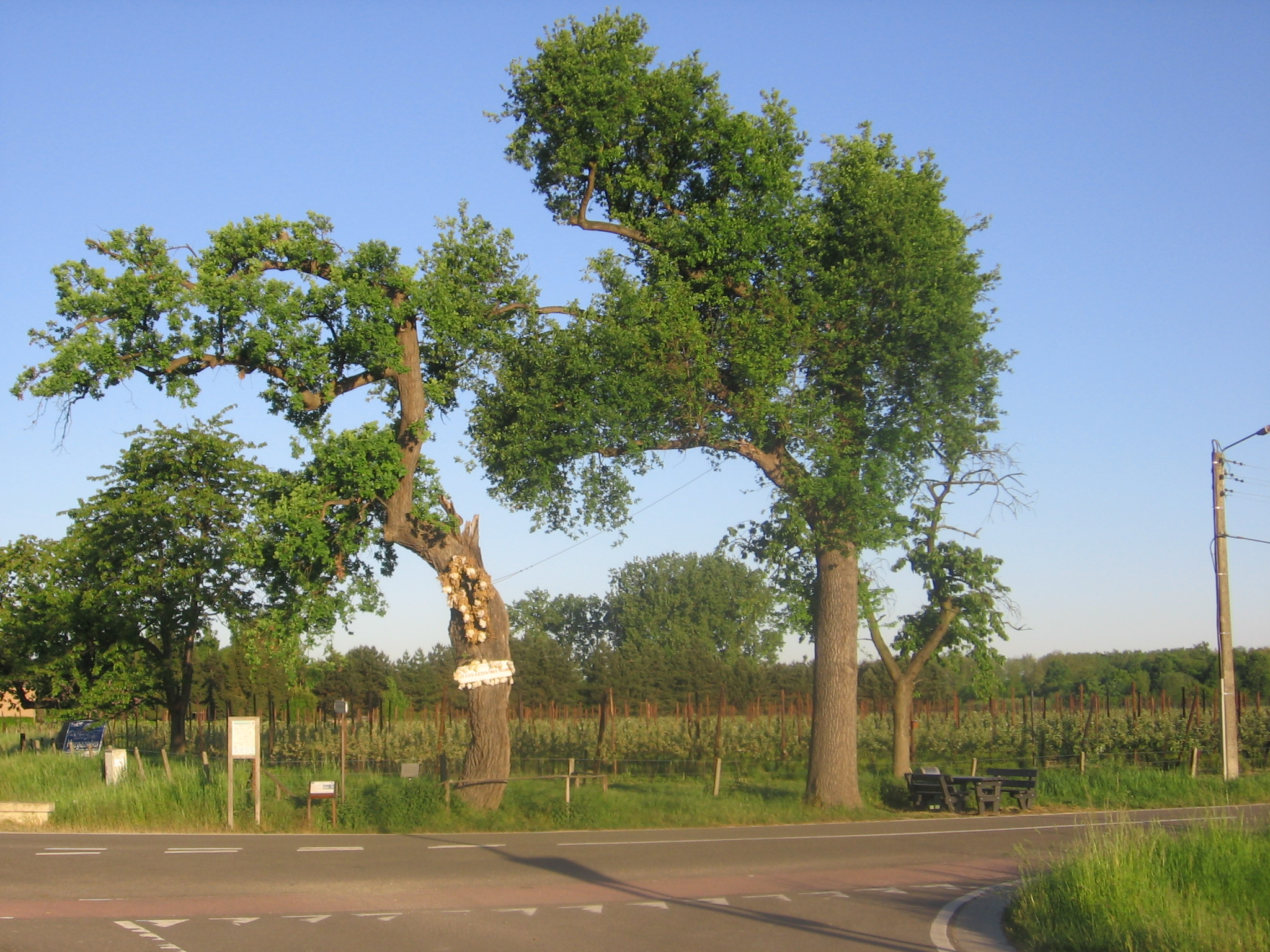
Onzelieveherenboom

Kortessem (Limburgs: Kotsoeve) is een dorp in de Belgische provincie Limburg en een deelgemeente van de stad Hasselt. Tot en met 31 december 2024 voor de fusie behoorde Kortessem tot het kieskanton en het gerechtelijk kanton Borgloon. Geografisch en landschappelijk behoort het tot de Haspengouwse Fruitstreek. Kortessem telt ruim 8.000 inwoners.

## Etymologie
De oudste schriftelijke vermelding (741) spreekt van Curtricias, en in 1150 sprak men van Cortesem. Het is een samenvoeging van het Latijnse curtis (hof) en het Germaanse -heim (woonplaats).

## Geschiedenis
Opgravingen, uitgevoerd in 1959, 1989 en 1993 leverden Romeinse overblijfselen op, maar duidden niet op uitgebreide bewoning.
Het dorp ontstond als een driehoekige nederzetting, geflankeerd door de Heerbaan van Hasselt naar Tongeren (tegenwoordig: Mersenhovenstraat), de Klokkenhofsteeg en de (huidige) Dorpsstraat. Van belang is de weg van Hasselt naar Tongeren, welke omstreeks 1740 werd aangelegd (zie: Steenweg op Luik). De doorgaande weg van Borgloon naar Diepenbeek kruist deze weg ter hoogte van de dorpskom. Later ontstond lintbebouwing langs de doorgaande wegen, en weer later werd de wijk Hachen aangelegd, ten noordwesten van de dorpskom.
In de middeleeuwen was Kortessem een Loons leen met de titel van baronie. De heren van Kortessem stamden achtereenvolgens uit de geslachten:
- Altena (1e helft 13e eeuw)
- Horne (1243-1558)
- Cortenbach (1596)
- Lalaing (begin 17e eeuw)
- Willem III van Lamboy (1640-), die ook heer van Dessener en Wintershoven was
- Vandernat (1657-)
- Renesse (1686-)
- Van Isendoorn de Blois (1797-)

Naast deze heerlijkheid bestond er binnen Kortessem nog de vrije heerlijkheid Printhagen.
Telgen uit het -vanouds in het land van Altena zetelende- geslacht Van Altena, hebben diverse bezittingen van de Abdij van Sint-Truiden, waaronder Son, Strijp, Nuenen en Gerwen, vermoedelijk van de Abdij geroofd of anderszins wederrechtelijk verkregen. Zij zijn waarschijnlijk door familiebanden in bezit van de heerlijkheid Kortessem gekomen. Het was de latere Dirk III van Altena (ongeveer 1180-1240), die in 1225 het kapittel van Kortessem stichtte, naar verluidt uit dankbaarheid, omdat hij van ziekte zou genezen zijn tijdens een bedevaart in 1211 naar Santiago de Compostella.
Het kapittel verwierf het patronaatsrecht en een deel van het tiendrecht van de parochies van Son, Strijp, Nuenen en Gerwen, en bovendien soortgelijke rechten van Kortessem, Wintershoven en Kuttekoven. In 1238 werd het kapittel kanoniek opgericht. Het bestond uit een proost en zes kanunniken. Willem II van Horne, heer van Kortessem, verwierf het recht om de kanunniken aan te stellen. Dit bleef zo tot 1798, toen het kapittel (en de heerlijkheid) werd opgeheven.
Kortessem kende in de loop van de geschiedenis diverse plunderingen, zoals door de troepen van Karel de Stoute (1468), die van Maximiliaan van Oostenrijk (1482), troepen van Willem van Oranje (1568) en muitende Spaanse soldaten (1579). Ook de Successieoorlogen in de 18e eeuw eisten hun tol. In 1830 wist het Nederlandse regeringsleger tot Kortessem door te dringen, waar het opstandige Belgische Maasleger zich verzameld had. Het werd teruggedrongen, mede door toedoen van de troepen van Saksen-Weimar.
In 2025 werd de gemeente Kortessem een deel van de gemeente Hasselt.

## Geografie
Sinds de fusie van steden en gemeenten in 1977 bestond de gemeente Kortessem uit vijf deelgemeenten

### Deelgemeenten
|   | Naam          | Opp. (km²) | Inwoners (2020) | Inwoners per km² | NIS-code |
| - | ------------- | ---------- | --------------- | ---------------- | -------- |
| 1 | Kortessem     | 10,85      | 3.522           | 324              | 73040A   |
| 2 | Wintershoven  | 4,10       | 587             | 143              | 73040B   |
| 3 | Vliermaalroot | 6,35       | 1.321           | 208              | 73040C   |
| 4 | Vliermaal     | 9,16       | 1.938           | 212              | 73040D   |
| 5 | Guigoven      | 3,52       | 1.068           | 303              | 73040E   |

### Overige kernen
Vanouds kende Kortessem drie gehuchten: Daaleinde, Herbroek en Opeinde. Deze zijn tegenwoordig goeddeels aan de dorpskern vastgebouwd, evenals het gehucht Mersenhoven dat gelegen is op het grondgebied van de deelgemeenten Guigoven en Wintershoven. In de deelgemeente Vliermaal bevinden zich eveneens de gehuchten Eggertingen, Grimmertingen en Hullertingen en het kerkdorp Zammelen.

### Nabijgelegen kernen
Wellen, Wimmertingen (Hasselt), Diepenbeek

### Aangrenzende gemeenten
| Aangrenzende gemeenten  | Aangrenzende gemeenten | Aangrenzende gemeenten | Aangrenzende gemeenten | Aangrenzende gemeenten         |
| ----------------------- | ---------------------- | ---------------------- | ---------------------- | ------------------------------ |
| Hasselt (Wimmertingen)  |                        | Diepenbeek             |                        | Hoeselt (Romershoven)          |
|                         |                        |                        |                        |                                |
| Wellen                  | Hoeselt (Schalkhoven)  |                        |                        |                                |
|                         |                        |                        |                        |                                |
| Borgloon (Gors-Opleeuw) |                        | Tongeren (Overrepen)   |                        | Hoeselt (Sint-Huibrechts-Hern) |

## Demografie

### Demografische ontwikkeling voor de fusie
- Bronnen:NIS 1831 t/m 1970=volkstellingen; 1976 = inwonertal per 31 december

### Demografische ontwikkeling van de fusiegemeente
Alle historische gegevens hebben betrekking op de huidige gemeente, inclusief deelgemeenten, zoals ontstaan na de fusie van 1 januari 1977.
- Bronnen:NIS, Opm:1831 tot en met 1981=volkstellingen; 1990 en later= inwonertal op 1 januari

| Inwoners van jaar tot jaar op 1 januari 1992 tot heden | Inwoners van jaar tot jaar op 1 januari 1992 tot heden | Inwoners van jaar tot jaar op 1 januari 1992 tot heden |
| jaar                                                   | Aantal                                                 | Evolutie: 1992=index 100                               |
| ------------------------------------------------------ | ------------------------------------------------------ | ------------------------------------------------------ |
| 1992                                                   | 7.759                                                  | 100,0                                                  |
| 1993                                                   | 7.805                                                  | 100,6                                                  |
| 1994                                                   | 7.882                                                  | 101,6                                                  |
| 1995                                                   | 7.903                                                  | 101,9                                                  |
| 1996                                                   | 7.916                                                  | 102,0                                                  |
| 1997                                                   | 7.943                                                  | 102,4                                                  |
| 1998                                                   | 7.971                                                  | 102,7                                                  |
| 1999                                                   | 8.080                                                  | 104,1                                                  |
| 2000                                                   | 8.010                                                  | 103,2                                                  |
| 2001                                                   | 8.065                                                  | 103,9                                                  |
| 2002                                                   | 8.060                                                  | 103,9                                                  |
| 2003                                                   | 8.055                                                  | 103,8                                                  |
| 2004                                                   | 8.069                                                  | 104,0                                                  |
| 2005                                                   | 8.083                                                  | 104,2                                                  |
| 2006                                                   | 8.074                                                  | 104,1                                                  |
| 2007                                                   | 8.153                                                  | 105,1                                                  |
| 2008                                                   | 8.149                                                  | 105,0                                                  |
| 2009                                                   | 8.153                                                  | 105,1                                                  |
| 2010                                                   | 8.318                                                  | 107,2                                                  |
| 2011                                                   | 8.322                                                  | 107,3                                                  |
| 2012                                                   | 8.400                                                  | 108,3                                                  |
| 2013                                                   | 8.389                                                  | 108,1                                                  |
| 2014                                                   | 8.393                                                  | 108,2                                                  |
| 2015                                                   | 8.380                                                  | 108,0                                                  |
| 2016                                                   | 8.359                                                  | 107,7                                                  |
| 2017                                                   | 8.359                                                  | 107,7                                                  |
| 2018                                                   | 8.446                                                  | 108,9                                                  |
| 2019                                                   | 8.442                                                  | 108,8                                                  |
| 2020                                                   | 8.437                                                  | 108,7                                                  |
| 2021                                                   | 8.443                                                  | 108,8                                                  |
| 2022                                                   | 8.595                                                  | 110,8                                                  |
| 2023                                                   | 8.726                                                  | 112,5                                                  |
| 2024                                                   | 8.757                                                  | 112,9                                                  |

## Politiek

### Structuur
De gemeente Kortessem ligt in het kieskanton Borgloon en het provinciedistrict Sint-Truiden, het kiesarrondissement Hasselt-Tongeren-Maaseik (identiek aan de kieskring Limburg).
| Kortessem        | Kortessem        | Supranationaal         | Nationaal                         | Nationaal          | Gemeenschap       | Gewest            | Provincie         | Arrondissement           | Provinciedistrict | Kanton          | Gemeente        |
| ---------------- | ---------------- | ---------------------- | --------------------------------- | ------------------ | ----------------- | ----------------- | ----------------- | ------------------------ | ----------------- | --------------- | --------------- |
| Administratief   | Niveau           | Europese Unie          | België                            | België             | Vlaanderen        | Vlaanderen        | Limburg           | Hasselt                  | Hasselt           | Hasselt         | Kortessem       |
| Administratief   | Bestuur          | Europese Commissie     | Belgische regering                | Belgische regering | Vlaamse regering  | Vlaamse regering  | Deputatie         | Deputatie                | Deputatie         | Deputatie       | Gemeentebestuur |
| Administratief   | Raad             | Europees Parlement     | Kamer van volksvertegenwoordigers | Vlaams Parlement   | Vlaams Parlement  | Vlaams Parlement  | Provincieraad     | Provincieraad            | Provincieraad     | Provincieraad   | Gemeenteraad    |
| Kiesomschrijving | Kiesomschrijving | Nederlands Kiescollege | Kieskring Limburg                 | Kieskring Limburg  | Kieskring Limburg | Kieskring Limburg | Kieskring Limburg | Hasselt-Tongeren-Maaseik | Sint-Truiden      | Borgloon        | Kortessem       |
| Verkiezing       | Verkiezing       | Europese               | Federale                          | Federale           | Vlaamse           | Vlaamse           | Provincieraads-   | Provincieraads-          | Provincieraads-   | Provincieraads- | Gemeenteraads-  |

### Geschiedenis

#### (Voormalige) Burgemeesters
| Tijdspanne | Tijdspanne  | Burgemeester                   |
| ---------- | ----------- | ------------------------------ |
|            | 1983 - 1989 | Camille Cuyx (GB)              |
|            | 1989 - 2007 | Hugo Philtjens (PVV / VLD)     |
|            | 2007        | Willy Claes (waarnemend, sp.a) |
|            | 2007 - 2012 | Hugo Philtjens (Open Vld)      |
|            | 2013 - 2024 | Tom Thijsen (CD&V)             |

#### Legislatuur 2007 - 2012
In maart 2007 werd de reeds benoemde burgemeester Hugo Philtjens uit zijn functie ontheven vanwege het overtreden van propagandaregels gedurende de campagne voorafgaand aan de gemeenteraadsverkiezingen van 2006. Philtjens ging tegen zijn schorsing als gemeenteraadslid in beroep bij De Raad van State. De Raad van State vernietigde in juni 2007 het besluit van de Vlaamse Controlecommissie voor de Verkiezingsuitgaven en maakte de schorsing ongedaan, zodat Philtjens zijn functie van burgemeester terug kon uitoefenen.

#### Legislatuur 2013-2018
Burgemeester is Tom Thijsen (CD&V). Hij leidt een coalitie bestaande uit CD&V en N-VA. Samen vormen ze de meerderheid met 12 op 19 zetels.

#### Legislatuur 2019-2024
Burgemeester is Tom Thijsen (CD&V). Hij leidt een coalitie bestaande uit CD&V en N-VA. Samen vormen ze de meerderheid met 11 op 19 zetels (zoals te lezen staat op de gemeentelijke website). Er wordt besloten om op 1 januari 2025 met Hasselt te fuseren.

#### Resultaten gemeenteraadsverkiezingen van 1976 tot 2018
| Partij of kartel     | Partij of kartel                  | 10-10-1976 | 10-10-1976 | 10-10-1982 | 10-10-1982 | 9-10-1988 | 9-10-1988 | 9-10-1994 | 9-10-1994 | 8-10-2000 | 8-10-2000 | 8-10-2006 | 8-10-2006 | 14-10-2012 | 14-10-2012 | 14-10-2018 | 14-10-2018 |
| Stemmen / Zetels     | Stemmen / Zetels                  | %          | 17         | %          | 17         | %         | 19        | %         | 19        | %         | 19        | %         | 19        | %          | 19         | %          | 19         |
| -------------------- | --------------------------------- | ---------- | ---------- | ---------- | ---------- | --------- | --------- | --------- | --------- | --------- | --------- | --------- | --------- | ---------- | ---------- | ---------- | ---------- |
|                      | CVP1 / CVP-GB2 / CD&V-D2A / CD&V3 | 43,861     | 9          | 24,71      | 4          | 22,441    | 4         | -         |           | 28,312    | 5         | 40,50A    | 8         | 36,993     | 8          | 43,43      | 10         |
|                      | TWEEDU1 / D-Twee2 / CD&V-D2A      | -          |            | -          |            | -         |           | 18,371    | 3         | 13,592    | 2         | 40,50A    | 8         | -          |            | -          |            |
|                      | PVV1 / VLD2 / Open Vld3           | 7,041      | 0          | 19,091     | 3          | 25,011    | 5         | 40,522    | 8         | 49,32     | 11        | 40,842    | 9         | 31,133     | 6          | 28,33      | 6          |
|                      | SP1 / sp.a-spirit2 / sp.a3        | 7,741      | 0          | 10,411     | 1          | 11,121    | 1         | 8,591     | 1         | 8,811     | 1         | 10,082    | 1         | 11,523     | 1          | 11,03      | 1          |
|                      | N-VA                              | -          |            | -          |            | -         |           | -         |           | -         |           | -         |           | 20,35      | 4          | 14,7       | 2          |
|                      | Vlaams Belang                     | -          |            | -          |            | -         |           | -         |           | -         |           | 8,58      | 1         | -          |            | -          |            |
|                      | GB1 / NIEUW2                      | 41,361     | 8          | 45,81      | 9          | 41,441    | 9         | 32,532    | 7         | -         |           | -         |           | -          |            | -          |            |
|                      | Dorpspartij                       | -          |            | -          |            | -         |           | -         |           | -         |           | -         |           | -          |            | 2,7        | 0          |
| Totaal stemmen       | Totaal stemmen                    | 4340       | 4340       | 4874       | 4874       | 5527      | 5527      | 5717      | 5717      | 6035      | 6035      | 6062      | 6062      | 6196       | 6196       | 6473       | 6473       |
| Opkomst %            | Opkomst %                         |            |            |            |            | 98,63     | 98,63     | 97,63     | 97,63     | 97,09     | 97,09     | 97,46     | 97,46     | 95,88      | 95,88      | 96,5       | 96,5       |
| Blanco en ongeldig % | Blanco en ongeldig %              | 2,12       | 2,12       | 2,65       | 2,65       | 2,99      | 2,99      | 3,43      | 3,43      | 3,3       | 3,3       | 2,9       | 2,9       | 3,9        | 3,9        | 5,2        | 5,2        |

De zetels van de gevormde coalitie staan vetjes afgedrukt. De grootste partij staat in kleur.
Zie voor de gemeenteraadsverkiezingen in 2024 en later op Hasselt.

## Bezienswaardigheden

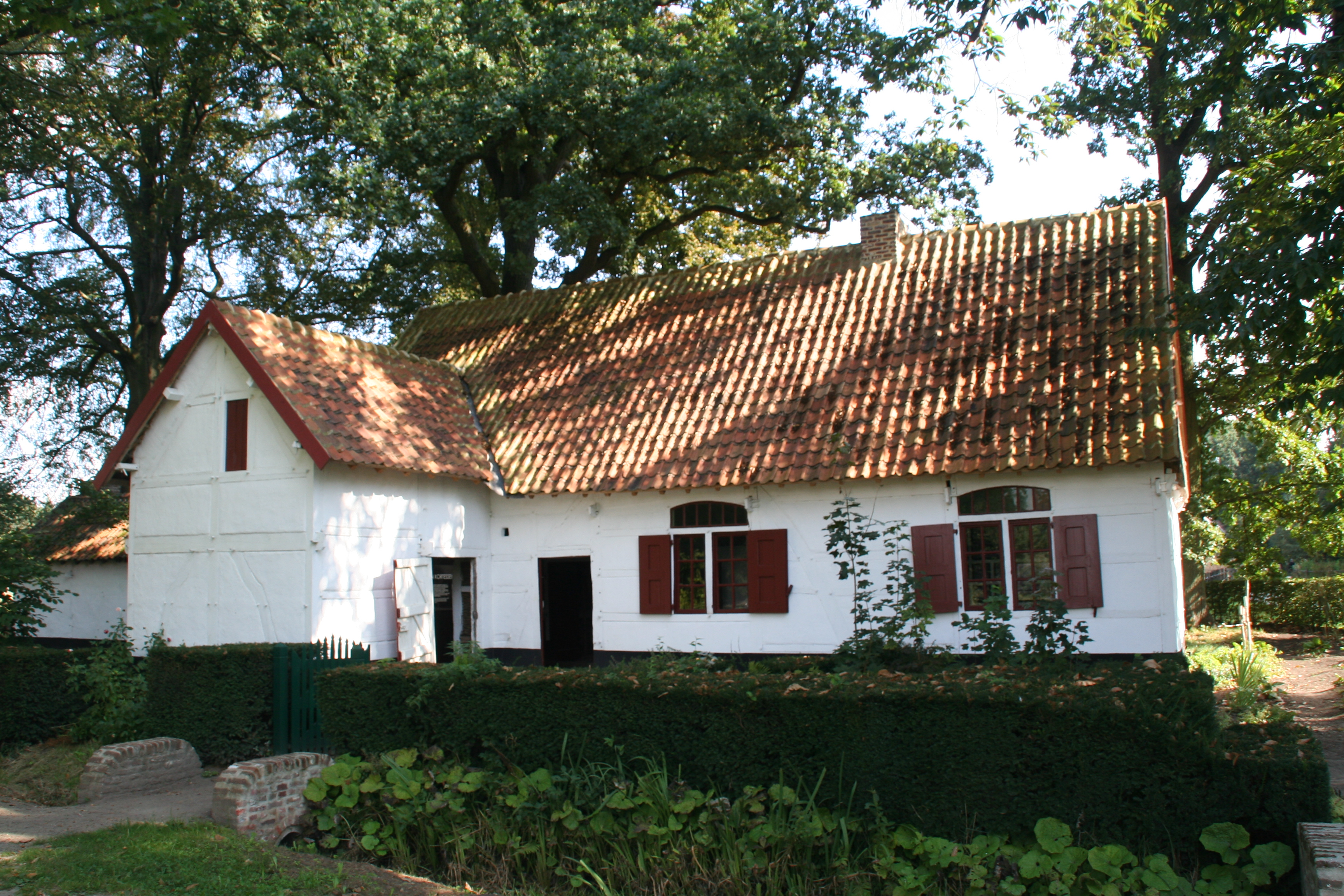
Boerderijwoning, heropgebouwd te Provinciaal Domein Bokrijk

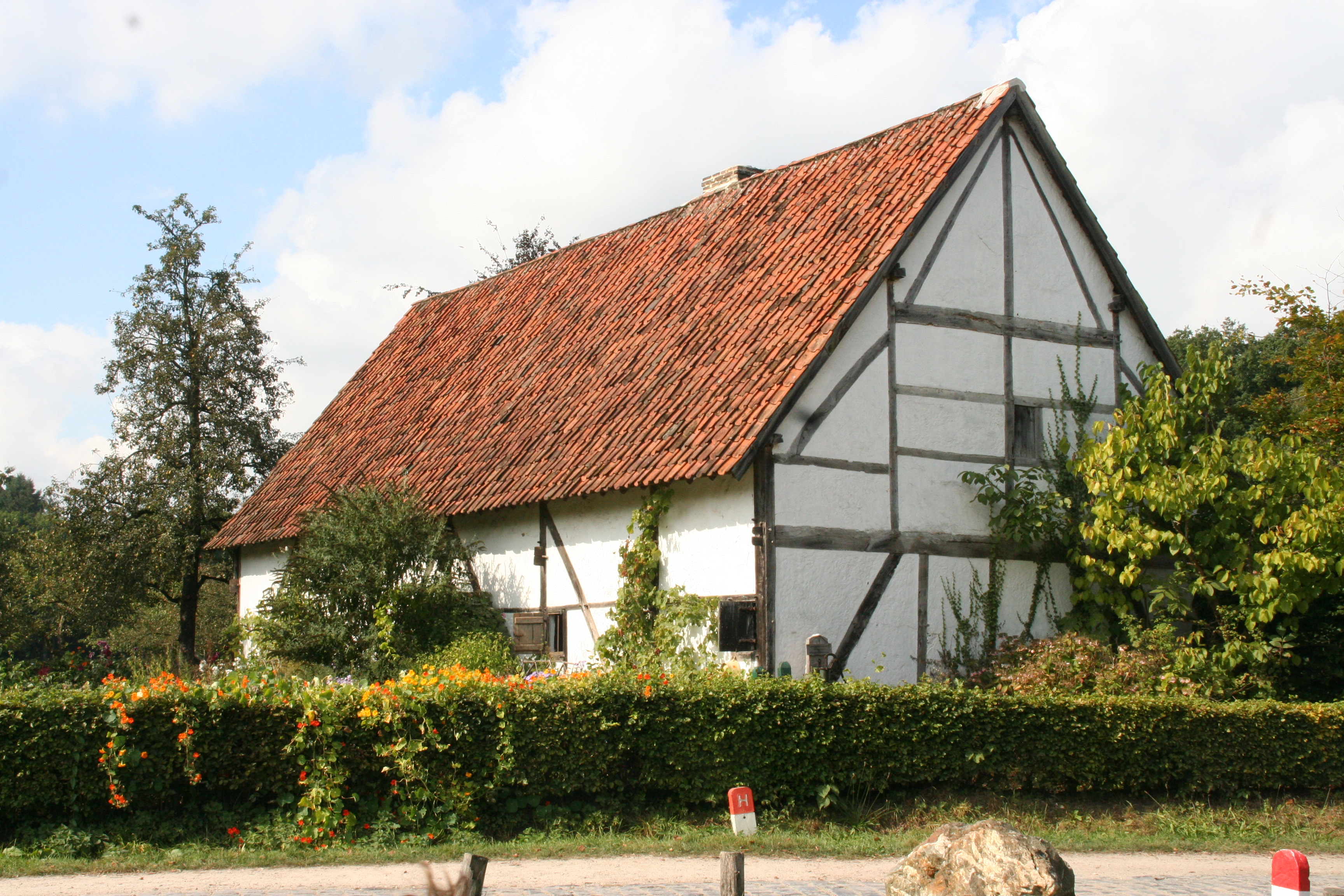
hoeve, heropgebouwd te Provinciaal Domein Bokrijk

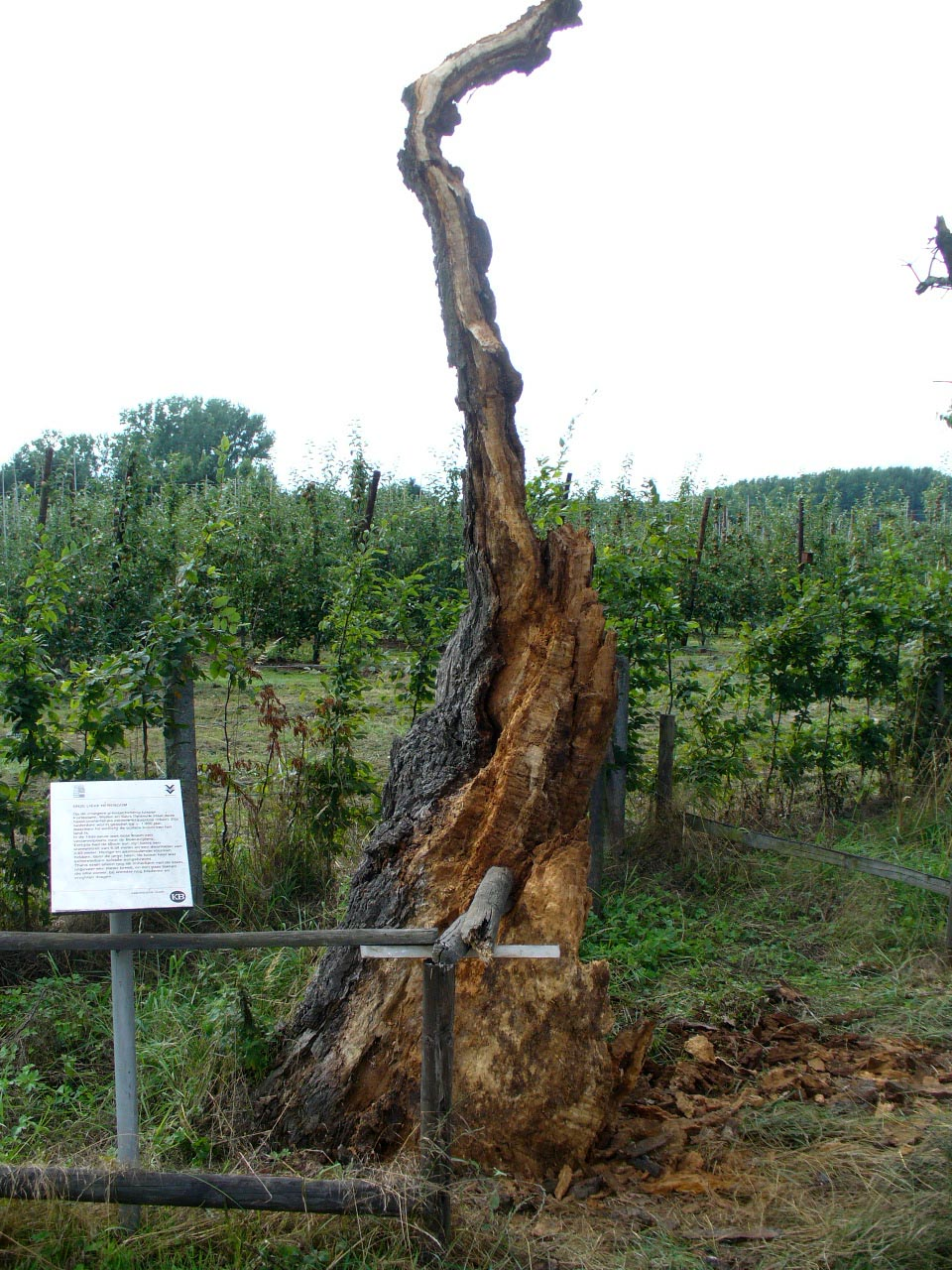
de restanten van de 'Onze Lieveherenboom' nadat hij door een rukwind op 18 juli 2009 omwaaide

- De romaans-gotische Sint-Pieterskerk is een van de belangrijkste monumenten van Kortessem en tevens de hoofdkerk van de federatie.
- Het Kasteel Printhagen (begin 17de eeuw).
- Kasteel Fauconval met in het kasteelpark het grootste exemplaar van de mammoetboom in Belgisch-Limburg.[6]
- Op de grens met de gemeente Wellen stond tot 18 juli 2009 de Onzelieveherenboom, een duizendjarige eik. Een hevige rukwind velde de reeds gehavende boom.
- De Bombroekmolen
- De Luimertingenmolen
- Het Huis Houbrechts, aan Dorpsstraat 7, is het oudste huis van Kortessem, gesticht omstreeks 1640. Het is oorspronkelijk in vakwerk gebouwd.

## Natuur en landschap
Kortessem is gelegen in Vochtig-Haspengouw, nabij het dal van de Mombeek en de Winterbeek. De hoogte bedraagt 38 tot 67 meter.
Een deel van het grondgebied wordt ingenomen door de fruitteelt. Langs de Mombeek vindt men gras- en hooilanden en populierenplantages. Omdat veel hiervan niet meer als zodanig in gebruik is, gaat het geleidelijk over in meer begroeid terrein, zoals broekbossen.
Ten zuiden van de kom van Kortessem bevindt zich, deels op het grondgebied van Gors-Opleeuw, het Bellevuebos.

## Cultuur

### Verenigingen
- Koninklijke Harmonie Sint-Catharina (sinds 1848)
- Kortessemse Confrerie van het Haspengouws fruit en haar Gastronomie

### Evenementen
- Nacht van de Hoegaarden, het grootste evenement in Kortessem, goed voor jaarlijks circa 4000 bezoekers.[7]
- Kerkenloop, het grootste sportevenement in Kortessem, goed voor jaarlijks meer dan 450 lopers.[8]

## Economie
Vanouds was Kortessem een landbouwdorp. Tegenwoordig speelt ook de fruitteelt een belangrijke rol. Tot de nijverheid behoorden diverse watermolens en rosmolens, drie brouwerijen (1833), een jeneverstokerij, een dakpannenbakkerij en een zandgroeve. Tegenwoordig is er een bedrijventerrein en vinden veel inwoners werk buiten de gemeente.
Kortessem kende twee tramlijnen: Een van Hasselt via Kortessem naar Oerle (1899-1949) en een van Kortessem naar Tongeren (1904-1949).

## Bekende Kortessemenaren

### Geboren in Kortessem
- Pieter Geert Buckinx, auteur
- Richard Coenegrachts, politicus, burgemeester
- Alain Coninx, tv-presentator
- Hugo Scrayen, ex-beroepsrenner

### Woonachtig in Kortessem
- Bram Castro, keeper
- Gert Davidts, voormalig keeper
- Christel Van Schoonwinkel, actrice
- Jorge Teixeira, profvoetballer